# Corydoras coppenamensis
Corydoras coppenamensis è un pesce osseo appartenente al genere genere Corydoras, un pesce gatto d'acqua dolce sudamericano. .

## Distribuzione e habitat
Questo pesce è originario del bacino idrografico del fiume Coppename, in Suriname, Sud America.

## Descrizione
Assai simile agli altri Corydoras, ha sezione triangolare, con dorso acuminato e ventre più piuatto, bocca munita di barbigli e rivolta verso il basso, scaglie incrociate e pinne munite di spina ossea. Livrea prevede un fondo chiaro bianco argenteo con riflessi verde metallico, testa e dorso puntinati di nero e una spessa linea nera che attraversa orizzontalmente i fianchi, fino al peduncolo caudale. Le pinne sono trasparenti, finemente screziate di bruno. 

Raggiunge una lunghezza massima di 3,7 cm.

## Acquariofilia
Meno diffuso degli altri congeneri, C. coppenamensis è allevato in acquario.